# Peter Iordanov
Peter Iordanov (Bulgaria) es un jugador de fútbol americano en el equipo de Rivas Osos (Rivas-Vaciamadrid) perteneciente a la Liga Nacional de Fútbol Americano (LNFA). Juega en la posición de Strong Safety con la camiseta 9.
Desde que su nacionalización española le permitió ser convocado por la selección nacional, ha sido un nombre fijo en la lista de los diferentes entrenadores que han llevado las riendas del equipo nacional.